# Audrix
Audrix település Franciaországban, Dordogne megyében. Lakosainak száma 272 fő (2022. január 1.). Audrix Campagne, Le Bugue, Coux-et-Bigaroque-Mouzens és Saint-Chamassy községekkel határos.

## Népesség
A település népességének változása:
| Lakosok száma | 116  | 130  | 180  | 280  | 288  | 286  | 278  | 268  | 263  | 272  |
|               | 1968 | 1982 | 1990 | 2006 | 2013 | 2015 | 2017 | 2019 | 2020 | 2022 |